# 馬景濤
馬景濤（1962年2月14日—），台灣男演員、歌手，影迷暱稱他為「小馬哥」，曾兩次獲提名金鐘獎「最佳男主角」（1989年《春去春又回》，1991年《雪珂》），並於2005年首屆「電視劇風雲盛典」獲得「台灣最受歡迎男演員獎」，以及2012年「亞洲偶像盛典」中拿下「最佳熒幕組合獎」和「非凡演技大獎」兩項獎座。馬景濤曾幾度參與幾部自己主演的電視劇編劇工作。此外，他還長期致力於慈善事業，多次奉獻愛心，關注弱勢群體。曾为2008年汶川地震以儿子的名义捐款100万人民币，担任浙江聋哑儿童学校爱心大使，在台湾的幼儿园也曾担任义工。他还曾经赴青海偏远地区探望贫困老人，捐款修建福利院。2017年获得中国公益人物奖。2018年荣获中國文化部颁发的德艺双馨艺术家奖。2020年1月，电影剧本作品《决斗》入选中国电影文学创作基金委员会扶持计划。 2021年8月，馬景濤在橫店影視城復出拍戲，參演新電影《東游之八仙伏魔》男主角呂洞賓一角。

## 個人經歷
馬景濤的祖籍是遼寧綏中，母親是台灣屏東人，其祖父母曾是留學日本的醫生。馬家祖上世代在東北是醫學望族，在當地還擁有馬場。
1962年2月14日，馬景濤出生於台灣台中，他在家裡排行老二，上有一個姐姐，下有一個弟弟和一個妹妹。馬景濤的父親曾公派留學日本考取第一名，後擔任了臺中縣警察局局長，因工作關係搬家、轉學頻繁。馬景濤年幼時很頑皮，直至4歲時遭遇車禍造成性格突變，由開朗調皮變得內斂。馬景濤小學曾經在臺北古亭國小、及人國小、臺中永春國小、東勢國小就讀，國中則就讀於台中清水國中，高中曾就讀於臺中二中和明道高中。年少時期的馬景濤興趣愛好廣泛，棒球、籃球、寫作、繪畫、音樂都有涉獵，還會彈吉他，拉小提琴，小學時擔任過棒球隊隊長，高中時曾和同學組樂隊，希望能成為像BEE GEES一樣的流行樂團，此外中學時曾入選學校籃球隊，足球隊，也擔任美術社社長，經歷豐富。
馬景濤後來進入臺北世界新聞專科學校（即現在的世新大學）廣播電視科，在來到演藝圈之前，他曾準備出國赴加州大學洛杉磯分校（UCLA）攻讀電影（本已通過托福考試但後被電視台相中）。馬景濤在藝工隊退伍之後，曾在台中的民歌西餐廳駐唱一兩個月，後來入選中視擔任導播助理的幕後工作，之後他被推薦出演湯臣影業的首部電影《醜小鴨》，與曾志偉合作。1984年，當時的台視總經理石永貴很欣賞他，其隨即與台視簽約，三年後馬景濤赴英國戲劇學院進修一年。
出道後不久即在《冷月孤星劍》，《星星的故鄉》，《花落春猶在》，《孤劍恩仇記》《揮劍問情》《意亂情迷》《誰殺了大明星》等台視八點檔連續劇擔任重要的角色，演技也受到業內人士肯定。短短幾年內就擔任不少電視劇的男主角，特別是張曾澤導演和李虹導演拍攝的「台視劇場」系列，十分看好馬景濤，多次邀請他擔任男主角。1986年馬景濤就曾為在台視劇場的表現差點提名金鐘獎。英國留學回來之後，名導演陳耀圻也邀請他出演《晚春情事》和陸小芬搭檔。導演何平也邀請他主演《感恩歲月》的男主角著名旅日棒球選手王貞治。
此外，名製作人楊佩佩1985年就曾邀請他出演電視劇，後來馬景濤陸續演出楊佩佩製作的七部作品，多數都擔任男主角（《春去春又回》，《末代兒女情》，《倚天屠龍記》，《今生今世》，《新龍門客棧》，《儂本多情》）。其中，1989年他主演的電視劇《春去春又回》（飾演朱子貴/張長貴）讓他首度入圍台灣金鐘獎最佳男演員獎。
著名作家及製作人瓊瑤正是因為看中馬景濤在《春去春又回》中的精湛演出，1990年邀請他出演六個夢系列的第四個夢《雪珂》中的反派男主角羅志剛，馬景濤也因這部電視劇的精彩演出第二次入圍金鐘獎最佳男演員。後來兩三年之間他也陸續主演瓊瑤另外三部作品包括《青青河邊草》，梅花三弄之《梅花烙》，《水雲間》，皆擔任男一號，在兩岸及東南亞甚至北美華人地區一砲而紅，作品和演員本身都受到極大的歡迎。《青青河邊草》成為1992年的收視率最高的八點檔連續劇。1993年《梅花烙》及水雲間也都取得過收視佳績，一度擊敗了當時包青天的收視率。另外在1993年中視還有播出馬景濤客串主演歷史名臣肅順的《戲說慈禧》，當時就已展現日後主演歷史正劇的潛力，深獲好評。接下來小馬哥主演的台視94年版本《倚天屠龍記_(1994年電視劇)》也成為當年收視率最高的電視劇。
1994年《倚天屠龍記》播出期間，馬景濤父親不幸因為心臟病突發離世，他擔起照顧整個家庭的重擔。其後他還遭到弟弟入獄，經紀人違約官司三年的打擊，弟弟的兩個孩子也由馬景濤撫養長大，有深厚感情。但他在1995年底拍攝電視劇《新龍門客棧》期間的片酬均被經紀人葛士鴻私下扣留，並在媒體上故意製造負面消息迫使馬景濤與其續約五年，馬景濤訴諸法院，最後這位經紀人捲款而逃，人間蒸發。這幾年的官司也讓馬景濤沒有順利發行他的唱片，原本滾石和寶麗金公司都有意為馬景濤發行唱片。1994年7月，香港無線電視引進播出《倚天屠龍記》，在當年香港播映世界杯足球賽事期間仍創下高收視率，也讓馬景濤成功打開香港市場，號稱「師奶殺手」。同年相繼無線電視播放了他主演的93年電視劇《梅花三弄》之《梅花烙》及《水雲間》，在香港順速人氣急升。同年更首度獲邀主演其首部香港電影《海角危情》，與著名香港女影星李嘉欣擔任男女主角。1994年底一連同馬景濤簽約三部電視劇，分別是1995年播出的《今生今世》（飾演劉寒星），1996年的《新龍門客棧》及1997年的《儂本多情》。馬景濤的民國扮相十分帥氣有型，又不失優雅內涵，讓很多人印象深刻。
1995年開始馬景濤應香港亞視的邀請，陸續主演了《包青天》的俠骨神算單元（飾小師叔邵康節），《再見艷陽天》（飾方賀生），《天長地久》（內地譯名《情定上海灘》，飾傅叟南），《計中計狀元財》（偷天換日單元主角）等電視劇，均有出色的表現。年底赴大陸拍攝《新龍門客棧》。
1996年的《再見艷陽天》也是亞視當年非常火爆的電視劇，創下高收視成績，原定馬景濤的角色「方賀生」只佔戲十多集、最後因被召往當兵而戰死，惟因香港觀眾反應熱烈去信要求電視台要求「方賀生」角色「翻生」。因此順應「民意」亞視再度邀請馬景濤來港再入劇組拍攝及更改劇情為失憶後與女主角(陳秀雯)重逢，可謂史無前例。後來亞視2003年底再度邀請馬景濤出演年度重點戲劇《愛在有情天》，作品在兩岸三地都取得高收視。
1997年，因為《再見艷陽天》的佳績，馬景濤再度被邀請與陳秀雯為亞視拍攝電視劇《天長地久》，亦加入金馬影后吳家麗主演。年底開拍《儂本多情》。
1998年開始馬景濤簽約新加坡電視台拍攝電視劇《東遊記》（飾演呂洞賓/東華上仙）和2000年播出的《笑傲江湖》（飾演令狐沖），大部分都在大陸取景（九寨溝及雲南），都取得高收視，是當年的新加坡收視冠軍。新加坡前總統吳作棟也為馬景濤頒發榮譽公民獎和特別才藝獎，肯定他的在戲劇的優異表現。其中《笑傲江湖》是馬景濤首度擔任製作人。同年馬景濤還出演了台灣中視「花系列」的作品《奈何花》，飾演一位大學教授。
2000年馬景濤主演了台灣電視劇《奈何花》和台灣中視的八點檔《新蜀山劍俠》。并在武夷山拍攝《新蜀山劍俠》期間，結識了後來的女友李婷芷。另外在當年網絡投票中，馬景濤高票當選台灣師奶殺手第一名。2001年，馬景濤出演上海電視劇《家族利益》（又名《酒堡往事》）。
2001-02年，馬景濤出演了民視八點檔連續劇《移山倒海樊梨花》（飾薛丁山），是他第一次出演閩南語電視劇，為此他還特別請教他的母親多加練習，以求表達流利順暢。同時，他還應好友劉德凱的邀請，出演名導演尤小剛拍攝的大型古裝電視劇《孝莊秘史》，飾演男主角多爾袞。這部電視劇在2003年大陸播出的時候取得了非常亮眼的收視表現，在十幾個省市都是收視冠軍，也拓寬了馬景濤的戲路。這部電視劇在台灣三立都會台首播的時候也是取得了歷史性的高收視。後來中視也曾在黃金時段重播此劇。自此，馬景濤開始將事業、家庭重心由台灣轉向大陸。
2003年馬景濤繼續出演秘史系列的第二部作品《皇太子秘史》。2004年馬景濤受邀陸續出演了《魔界之龍珠》，秘史系列第三部《太祖秘史》及現代時裝劇《為你燃燒》。這幾部作品也都取得的非常好的收視率。馬景濤也因為在《太祖秘史》的優異表現獲得2005第一屆電視劇無限風雲盛典最受歡迎男演員獎。秘史系列的作品也在海外華人地區受到極大歡迎，在不少電視台引進播出。
2005年馬景濤受邀出演經紀人夏玉順籌拍的電視劇《白色巨塔》，原本安排飾演男一號財前五郎，可惜因為版權問題沒能最終開拍。7月赴新疆巴音布魯克草原拍攝大型歷史連續劇《東歸英雄傳》，飾演男主角渥巴錫，和寧靜，斯琴高娃合作，表演層次又邁進了全新的境界，演技的蛻變受到很多觀眾肯定。
2006年馬景濤出演了電視劇《封神榜》，飾演男主角商紂王，同范冰冰，劉德凱，周杰，關禮傑合作。在拍攝那部電視劇時，他結識第二任妻子吳佳尼。
2007年2月14日情人節，與吳佳尼結婚，育有兩子馬世天、馬世心。同年九月馬景濤赴雲南出演民國抗日愛國劇《翡翠王》，飾演一位愛國的翡翠玉石商。蔣欣合作并擔任一部分編劇工作。本來這部電視劇計畫在央視一套播出，可惜因為政治敏感內容沒有實現。後在雲南地方台播出。結婚後的馬景濤重心基本完全放在了家庭上，極少出山出演新的電視劇，除了2007年拍攝的《一路夫妻》（飾演民警），2011年拍攝的《西施秘史》（飾演吳王夫差）及2015年的《好像聽你說愛我》（尚未播出）之外，馬景濤大部分的時間都在安心在家裡照顧兩個兒子，接送孩子放學做早餐，以及撰寫小說《靜靜地決鬥》，改編電影和電視劇本準備籌拍相關作品。
2008年3月馬景濤也應賴聲川導演的邀請出演舞台劇《如影隨行》大陸版的男主角，在北京，上海，蘇州三地巡演。其實1992年時馬景濤就曾經出演過賴聲川導演表演工作坊的舞台劇《推銷員之死》，和鈕承澤，李立群合作。
2009年11月，馬景濤成立了自己的影視公司。籌拍《靜靜地決鬥》至今。
2010年馬景濤擔任上海世博會宣傳大使。
2011年馬景濤應導演尤小剛邀請出演又一部秘史系列作品《西施秘史》，第一次同90後的女演員合作。2012年2月在四家衛視同期播出，優酷網也同步直播，演技再度備受肯定，收視也相當可觀。2011年4月開通了新浪微博，短短兩三天粉絲就破30萬，每條微博評論都過萬，在當時成為網絡矚目的事件。2011年12月18日，馬景濤在北京舉辦百萬粉絲見面會的活動，播出116分鐘的《西施秘史》片花，親切招待100名來自全國各地的影迷代表。并特別舉辦宴會招待影迷，在影迷乘坐大巴離去時還特別前往車上致謝并一一擁抱，還自願擔任司機，完全沒有大牌明星的架子。
2012年6月，新加坡旅遊局特邀馬景濤全家到新加坡环球影城参观游玩，拍攝旅遊衛視特別節目。同時邀請馬景濤擔任新加坡旅遊局的推廣大使。2012年7月，央視電影頻道播出馬景濤主演的數字電影《玉麒麟盧俊義》。
2015年馬景濤出演都市劇《好想聽你說愛我》飾演一位魅力十足的霸道總裁王風範，這部電視劇目前还沒有播出。原本計劃在湖南衛視播出。馬景濤和大兒子馬世天也參與了江蘇衛視2015年末至2016年初播出的美食親子節目《加油小當家》的一季12期節目，展現了他作為慈父的溫柔一面。
2016年3月浙江衛視播出的《王牌對王牌》中，馬景濤和老搭檔寧靜重現了《孝莊秘史》的經典片段，勾起很多人美好回憶。
馬景濤的第一任妻子是唐韵，是圈外人。從事畫廊生意行業，後赴美國留學。兩人1990年結婚，3年後兩人因為長期大陸拍戲兩地分居而離婚，两人育有一個女兒馬世嬡。女兒由馬景濤獨自撫養長大。2017年3月，馬景濤和第二任妻子吳佳尼協議離婚。婚後兩人依舊保持良好關係，在兒子過生日的時候依舊共同參與。两个儿子由馬景濤照顾。2017年底馬景濤在其新浪微博分享了同前岳母同慶生的照片，2018年初也同岳父母共同出遊日本，保持和家人良好的互動。
2018年2月20日，馬景濤在北京領取德藝雙馨藝術家大獎。
2019年1月，馬景濤在上海出席兩岸青年短片大賽開幕式，並擔任評委。
2019年6月，馬景濤在上海出席第三届兩岸青年短片大賽頒獎禮，為金獎作品頒獎。
2019年11月11日，「中國電影文學及影視劇本扶持計劃」調研組在上海考察，重點考察了馬景濤的天心兄弟影視文化工作室，並研討其電影項目《決鬥》，文創藝術影視機構聯盟將邀請馬景濤參加於2020年1月15日在北京舉行的中國電影文學創作基金會成立儀式。其電影《決鬥》將成為基金會啟動儀式上重點扶持項目，也是基金會成立第一個扶持的電影劇本。
2019年11月18日，馬景濤擔任國家預防災害志願者及形象大使，並準備拍攝公益宣傳短片。
2020年1月15日，马景涛参加中国电影文学创作基金成立仪式，电影《决斗》被列为十部扶持作品之一。同年2月，馬景濤出演《珍惜》公益宣傳片，為新冠病毒疫情加油,并在微博寫下“金鼠迎春，關山飛渡，衆志成城，無畏無懼”；6月，马景涛再度担任两岸青年短片大赛评委。
2021年8月，馬景濤在橫店影視城復出拍戲，主演電影《東游之八仙伏魔》。

## 演出作品

### 電視劇
| 首播年份          | 播出頻道                            | 劇名                                 | 角色               | 備註                                                         |
| ----------------- | ----------------------------------- | ------------------------------------ | ------------------ | ------------------------------------------------------------ |
| 1984年            | 台視                                | 《星星的故乡》（《星星知我心》續集） | 江颐屏             |                                                              |
| 1984年            | 台視                                | 《冷月孤星劍》                       | 秦膑（赛华佗       |                                                              |
| 1985年            | 台視                                | 《曉霧》                             |                    |                                                              |
| 1985年            | 台視                                | 《我們都是這樣上當的》               |                    |                                                              |
| 1985年            | 台視                                | 《花落春猶在》                       | 沈英浩             |                                                              |
| 1985年            | 台視                                | 《情愛三章之第二章：協力車再見》     |                    |                                                              |
| 1985年            | 台視                                | 《也是冬天》                         |                    |                                                              |
| 1985年            | 台視                                | 《孤劍恩仇记》                       | 秋东篱             |                                                              |
| 1985年            | 台視                                | 《往日情懷》                         | 林君平             |                                                              |
| 1986年            | 台視                                | 《實習醫生的故事》（上、下）         |                    |                                                              |
| 1986年            | 台視                                | 《1986鳳還巢》                       |                    |                                                              |
| 1986年            | 台視                                | 《揮劍問情》                         | 東方冉             |                                                              |
| 1986年            | 台視                                | 《一萬里外》                         |                    |                                                              |
| 1986年            | 台視                                | 《老樹濃蔭》                         |                    |                                                              |
| 1986年            | 台視                                | 《特種芳鄰》                         |                    |                                                              |
| 1986年            | 台視                                | 《罪愛》                             |                    |                                                              |
| 1986年            | 台視                                | 《梧桐夜雨》                         | 康以真(小康)       |                                                              |
| 1986年            | 台視                                | 《夏日戀情》                         |                    |                                                              |
| 1987年            | 台視                                | 《綺夫人的故事》                     |                    |                                                              |
| 1987年            | 台視                                | 《搭錯線》                           | 林家貴             |                                                              |
| 1987年            | 台視                                | 《珍重我的愛》                       | 沈浩然             |                                                              |
| 1987年            | 台視                                | 《前夫》                             |                    |                                                              |
| 1987年            | 台視                                | 《回家》                             |                    |                                                              |
| 1987年            | 台視                                | 《俏妞行大運》                       | 尤俊南             | 第10集開始客串                                               |
| 1988年            | 台視                                | 《意亂情迷》                         | 方嘉智             |                                                              |
| 1989年            | 台視                                | 《谁殺了大明星》                     | 杨名               |                                                              |
| 1989年            | 台視                                | 《春去春又回》                       | 张长贵（朱子貴）   | 楊佩佩“經典三部曲”                                           |
| 1989年            | 台視                                | 《缘定今生》                         | 宋亚伦             |                                                              |
| 1989年            | 台視                                | 《情深無怨尤》                       | 文立晨             |                                                              |
| 1989年            | 台視                                | 《天作之合》                         | 鄭先生             | 客串演出                                                     |
| 1990年            | 中視                                | 《家有贵夫》                         | 风梵高             |                                                              |
| 1990年            | 中視                                | 《没有合约的爱情》                   | 魏长风、魏长林     |                                                              |
| 1990年            | 台視                                | 《末代儿女情》                       | 佟承恩             |                                                              |
| 1990年            | 台視                                | 《刺客列传》之荊軻篇                 | 太子丹             |                                                              |
| 1991年            | 中視                                | 《雪珂》                             | 羅志剛             |                                                              |
| 1991年            | 華視                                | 《七億新娘》                         | 李翔               | 客串三集                                                     |
| 1992年            | 中視                                | 《青青河邊草》                       | 何世緯             |                                                              |
| 1993年            | 中視                                | 《戲說慈禧》                         | 肅顺               | 客串主演                                                     |
| 1993年            | 中視                                | 《梅花烙》                           | 皓禎               |                                                              |
| 1993年            | 中視                                | 《水雲間》                           | 梅若鴻             |                                                              |
| 1994年            | 台視                                | 《倚天屠龍記_(1994年電視劇)》        | 張翠山/張無忌      |                                                              |
| 1994年            | 中視                                | 《人面桃花》                         | 崔護               |                                                              |
| 1995年            | 台視                                | 《今生今世》                         | 葉一龍/劉寒星      | 楊佩佩三部曲                                                 |
| 1995年            | 亞視                                | 《包青天_(亞洲電視劇集)》            | 邵康節             | 《俠骨神算》單元主演                                         |
| 1995年            | 中視                                | 《黃飛鴻與十三姨》                   | 齊天賜             |                                                              |
| 1996年            | 台視                                | 《新龍門客棧》                       | 周淮安             |                                                              |
| 1996年            | 亞視                                | 《再見豔陽天》                       | 方賀生             |                                                              |
| 1996年            | 亞視/三立                           | 《計中計狀元財》之偷天换日           | 傅荊洋             |                                                              |
| 1997年            | 民視                                | 《儂本多情》                         | 白朗（小白）       | 楊佩佩“經典三部曲”                                           |
| 1997年            | 亞視                                | 《天長地久》                         | 傅叟南             |                                                              |
| 1998年            | 新傳媒                              | 《東遊記》                           | 呂洞賓/ 東華上仙   |                                                              |
| 1998年            | 台視                                | 《明天有你》                         | 梁光磊             |                                                              |
| 1999年            | 新傳媒                              | 《敢敢做個開心人》第四季客串1集      |                    |                                                              |
| 2000年            | 中視                                | 《奈何花》                           | 許廷文             |                                                              |
| 2000年            | 新傳媒                              | 《笑傲江湖_(2000年新加坡電視劇)》    | 令狐沖             | 馬景濤親自擔任製作人                                         |
| 2001年            | 上海電視劇頻道                      | 《家族利益》(酒堡往事)               | 柳士申             |                                                              |
| 2002年            | 中視                                | 《新蜀山劍俠》                       | 丁引/陰山天尊/南海 | 粵語版曾在2001年9月亞視首播                                  |
| 2002年            | 民視                                | 《移山倒海樊梨花》                   | 薛丁山/項羽        |                                                              |
| 2002年            | 湖南經視綜合頻道                    | 《孝庄秘史》                         | 多爾袞             | 尤小刚秘史系列 2002年12月31日首播 十幾個省市2003年內二輪播出 |
| 2002年            | 華視                                | 《絕世雙驕》                         | 霸刀               | 客串第一集                                                   |
| 2004年            |                                     | 《皇太子秘史》                       | 胤礽               | 尤小刚秘史系列                                               |
| 2004年            | CCTV-8                              | 《春花秋月》                         | 劉振邦             |                                                              |
| 2004年            | 亞視                                | 《愛在有情天》                       | 沈悠然             |                                                              |
| 2005年            | CCTV電視劇頻道                      | 《太祖祕史》(一代君王清太祖)         | 努爾哈赤           | 尤小刚秘史系列                                               |
| 2005年            |                                     | 《魔界之龍珠》                       | 察木龍（我是誰）   |                                                              |
| 2006年            | CCTV電視劇頻道                      | 《封神榜》                           | 商紂王             |                                                              |
| 2006年            |                                     | 《翡翠王》                           | 唐玉仁             |                                                              |
| 2007年            |                                     | 《一路夫妻》                         | 邱英杰             |                                                              |
| 2007年            | CCTV電視劇頻道                      | 《為你燃燒》                         | 文風               |                                                              |
| 2008年            | CCTV電視劇頻道                      | 《東歸英雄傳》                       | 渥巴锡             |                                                              |
| 2012年            | 湖北衛視/江西衛視/安徽衛視/東南衛視 | 《西施秘史》                         | 夫差               |                                                              |
| 待播（2015年拍攝) |                                     | 《好想听你说爱我》                   | 王風範             |                                                              |

### 電影
| 年份       | 片名                | 角色   |
| ---------- | ------------------- | ------ |
| 1983年     | 《怒吼的爱情》      |        |
| 1984年     | 《丑小鸭》          |        |
| 1984年     | 《豆芽夢》          |        |
| 1988年     | 《菜刀与六个朋友 》 |        |
| 1989年     | 《晚春情事》        |        |
| 1990年     | 《明月幾時圓》      |        |
| 1990年     | 《感恩歲月》        | 王贞治 |
| 1990年     | 《水袖》            |        |
| 1994年     | 《海角危情》        |        |
| 2012年     | 《玉麒麟卢俊义》    | 卢俊义 |
| 2015年     | 《寶貝，對不起》    |        |
| 2022年待播 | 《东游之八仙伏魔》  |        |
| 2023年待播 | 《倩女幽魂：前尘》  |        |
| 2023年待播 | 《寻找1999的月老》  |        |

### 舞台劇
| 年份   | 劇名             | 角色 | 导演   |
| ------ | ---------------- | ---- | ------ |
| 1989年 | 《北京没有月亮》 |      |        |
| 1992年 | 《推銷員之死》   | 比夫 |        |
| 2008年 | 《如影随行》     | 大橋 | 赖声川 |

## 相關獎項
| 年份          | 獲提名         | 獎項                                                                           | 結果 |
| ------------- | -------------- | ------------------------------------------------------------------------------ | ---- |
| 1990年        | 《春去春又回》 | 第25屆金鐘獎 最佳男演員                                                        | 入圍 |
| 1992年        | 《雪珂》       | 第27屆金鐘獎 最佳男演員                                                        | 入圍 |
| 1997年        | 《再見艷陽天》 | 香港亞視台慶頒獎典禮 最受歡迎電視劇集男主角獎                                  | 入圍 |
| 1999年        | 《東游記》     | 新加坡電視臺最佳演技獎 最深刻印象獎                                            | 獲獎 |
| 2000年        |                | 新加坡前總統吳作棟曾為馬景濤頒發「非凡才藝獎」                                 | 獲獎 |
| 2001年        |                | 台灣「師奶殺手」網絡評選第一名                                                 | 獲獎 |
| 2004年        |                | 天津報業集團最受歡迎古裝男演員獎                                               | 獲獎 |
| 2005年        | 《太祖秘史》   | 光綫傳媒第一屆電視劇風雲盛典 最受歡迎台灣男演員獎                              | 獲獎 |
| 2012年        | 《倚天屠龍記》 | 亞洲偶像盛典 非凡演技大獎 亞洲偶像盛典 最佳熒幕組合大獎（和葉童，周海媚 合作） | 獲獎 |
| 2017年        |                | 第六屆中國公益節 特別人物獎                                                    | 獲獎 |
| 2018年2月20日 |                | 第十四屆德藝雙馨頒獎禮 榮獲德藝雙馨藝術家稱號                                  | 獲獎 |

## 戲外花絮
马景涛大部分的动作戏都坚持亲自上阵，尤其是骑马的戏份，非常潇洒飘逸，曾被导演尤小刚誉为骑术最好的演员。
马景涛曾师从京剧大师马玉琪，学过扇子功以及太白玄乙剑，是郑少秋的师弟。
马景涛写字也非常有自己的特色，苍劲有力，曾在不少戏剧作品里展现，如再见艳阳天，新蜀山剑侠传，梅花烙，天长地久，水云间等。
马景涛自小喜爱美术作画，曾在电视剧水云间及春花秋月中播出他自己创作的画，尤其是水云间中，绝大部分都是他一人所绘制，著名设计师好友黃薇也很欣赏他的画。
马景涛亲自购置了很多戏剧里需要的服装，尤其民国剧和现代戏，例如，他曾在拍摄1995年的电视剧今生今世时，花费120万台币到香港购买需要的服饰，戏里看起来也是非常帅气，他在1996年拍电视剧侬本多情时，也是耗费上百万台币买到不少Gucci名牌服饰，以及雪茄，后来在拍摄香港亚视的电视剧天长地久，台湾台视的电视剧明天有你，台湾中视的电视剧奈何花中，也都是大量穿着自己的私服，很有魅力。
马景涛喜爱健身，每天坚持做俯卧撑一百下，不少作品中也有看到他的好身材。
拍攝電視劇《太祖秘史》的時候，馬景濤曾臨時購買了一隻京巴小黑狗，取名為七七，并帶入劇中拍了四場特寫鏡頭，映襯晚年努爾哈赤的孤獨和寂寞。隔年馬景濤在新疆拍攝《東歸英雄傳》之時，把這隻小狗送給了當地的一位老奶奶。
生性浪漫的馬景濤十分注重生活品質。在偏遠的河北涿洲拍戲，他堅持在當地唯一的大飯店租下每天花費上千元的豪華套房，房裡擺設最新款的DVD、音響設備及六百多部電影碟片。以看經典電影來「偷師」的方法，馬景濤已經用了很多年，即便如今在演藝事業上已經頗有成就，他仍然孜孜不倦。哪怕拍戲再累，每天睡前都至少要看一部電影，當成「做功課」。他說自己是一匹長距離的純種馬，堅信有付出就一定有回報。

## 唱歌表演
馬景濤除了活躍於電視及電影之外，他還非常喜歡唱歌，出道前就曾經在台中的西餐廳擔任駐唱一年多。 他1990年同葉璦菱在《點歌集8》中合唱《風中的承諾》，並曾演唱2001年大陸電視劇《家族利益》主題曲。
2002年台灣電視劇《移山倒海樊梨花》的主題曲《移山倒海為著你》以及插曲《甘願為你移山倒海》，並收錄到電視劇原聲帶專輯中。
另外，他還為2004年央視電視劇《為你燃燒》中獻唱主題曲《你是我一生的怀念》。
此外，於1997年亞洲小姐競選中，馬景濤曾任表演嘉賓，獻唱過郭富城的國語歌《一個人的時候》（為《聽風的歌》的國語版）及張國榮的《追》，期間並與1995年亞洲小姐冠軍楊恭如合演歌舞。
2004年台灣《綜藝大哥大》節目中，馬景濤曾現場吉他彈唱Bee Gees的《I started a joke》。
在2013年山東衛視《歌聲傳奇》節目中，馬景濤也現場演唱了《愛江山更愛美人》，《刀劍如夢》，現場吉他彈唱了John Denver的經典歌曲《today》。
其他公開場合上，小馬哥也曾唱過《你是我心中的烙印》，《梅花三弄》，《諾言》，《死不了》等經典歌曲。

## 文學才藝
除了唱歌的才藝展現，馬景濤的文筆也相當出色。皇冠雜誌社曾經刊登過他在拍攝電視劇《雪珂》和《青青河邊草》的拍戲筆記。馬景濤從小閱讀中國古典文學名著及各類世界名著，文學底蘊相當不錯。
馬景濤還曾在其主演的電視劇《東歸英雄傳》，《翡翠王》，《封神榜之鳳鳴岐山》，《魔界之龍珠》，《孝莊秘史》，《春花秋月》，《家族利益（酒堡往事）》中參與部分編劇的工作。尤其是封神榜結尾片段，紂王與女媧的對話，幾乎全是馬景濤親筆所寫的臺詞，頗有哲學意味。
此外，馬景濤還曾撰寫小說《靜靜的決鬥》，并計劃改編成電視劇及電影。
青青河邊草拍戲筆記 馬景濤親筆：

雪珂拍戲筆記 文/馬景濤

靜靜地決鬥 馬景濤搜狐博客連載

## 慈善活動
- 1989年，拍攝公共電視節目《孫叔叔說故事》之單元《三個皮匠》，片酬捐給董氏基金會。

- 1990年，拍攝公益廣告，參與演唱《好，還要更好》的主題曲。

- 2000年，赴新加坡參加南洋小學建校基金籌款慈善義演。

- 2003年1月15日，出席人間衛視「人間有愛為慈善而唱」演唱會，獻唱《笑傲江湖》主題曲，慶祝人間衛視五週年[10]

- 2005年1月，出席人間衛視「人間有愛為慈善而唱」慈善演唱會，為南亞海嘯捐款支援災民[11]。

- 2006年6月，擔任浙江省聾兒康復中心的愛心大使，並親自探訪，為孩子們帶去禮物。[12] [13] [14] [15][16]

- 2006年6月，參加中華兒童慈善基金會主辦的上海群星慈善演唱會 [17]。

- 2007年6月，小馬哥再次探訪浙江聾兒康復中心[18]。

- 2008年6月，以大兒子馬世天的名義向汶川地震災民捐款100萬人民幣[19]。

- 2009年，參加《娛樂現場》發起的巨星公益運動，拍攝 「節約」公益廣告。

- 2012年，關懷深圳大學天橋老奶奶 義賣畫作 （年代秀節目）。

- 2012年，擔任「書香中國」贈書工程公益大使，並參觀北京民間流動圖書館，捐贈圖書[20]

- 2014年，馬景濤为青海玉樹熱騰福利院捐款30萬元 修建孤兒院[21]。

- 2017年1月, 荣获第六届中国公益节公益明星奖并担任公益节形象大使。 [22]

- 2017年7月，小马哥带着三个孩子参加上海慈善路跑活动。[23]

- 2018年7月，小马哥参与热腾公益“感恩之旅”,他带着孩子随着感恩之旅来到了海拔4500米高原,探望那里的贫困老人们。[24]

- 2019年9月，小馬哥在北京出席熱騰慈善攝影展活動。[25]

此外，馬景濤還曾去其姐姐在臺灣開設的幼兒園擔任義工老師，關愛小孩子的成長。

## 評價
台灣演員岳翎：剛開始拍戲時，我整個人都繃得緊緊的，生怕自己演得不好，因此喜怒哀樂全形諸於色，幸好大家都很體諒我，尤其是馬景濤更是一遍遍耐心的與我溝通表演方式。（合作電視劇《青青河邊草》）
台灣演員蕭薔：感謝小馬哥在我第一部電視劇推薦我到電視臺出演，沒有他就沒有現在的我。（合作電視劇《情深無怨尤》,《明天有你》）
作家金庸：景色優美，波濤洶湧，有平靜，有起伏， 人生當如是。（首次與金庸見面，金庸評價馬景濤演得好，並送親筆簽名題字的一幅倚天屠龍記_(1994年電視劇)漫畫版書）
導演尤小剛：馬景濤外剛內柔的表演以及與生俱來的王者之氣是扮演多爾袞的理想人選。馬景濤是性情中人，他投入藝術至極致。尤其是在我們合作的秘史劇過程中，他的表演藝術經歷了熱情，真情，深情三個階段，尤其在《太祖秘史》中可謂是進入了爐火純青的階段，這是藝術的收穫，更是人性的收穫。我很欣賞他，欣賞他的率真和執著。我很信任他，信任他的專注和思索。我珍惜這份情誼，我相信他像雄鷹（多爾袞）像蒼狼（努爾哈赤）在天空翱翔，在草原飛奔。（合作電視劇《孝莊秘史》《皇太子秘史》《太祖秘史》《西施秘史》）
新加坡演員范文芳：馬景濤很像大哥哥。「有人說他脾氣有點怪，說他太情緒化，我一點也不覺得呀！」範文芳和馬景濤在電視劇《笑傲江湖_(2000年新加坡電視劇)》里有過合作，但兩人常常分頭趕戲，真正演對手戲的機會並不太多。「他很好呀！大家在一起時，他會像大哥哥那樣照顧我們。」範文芳說，「反正跟他相處那幾天，馬景濤的心情漂亮得不得了！大概是身在新加坡，大家很輕鬆，沒什麼壓力吧。」(合作電視劇笑傲江湖_(2000年新加坡電視劇))
新加坡演員鄭秀珍：我和馬景濤第一次合作是在九寨溝拍戲，那裡很多人認識他，他卻一點也不耍大牌，很細心地照顧我們這班新人。後來到昆明拍戲，我們就有更多時間聊天，聊到很多家裡事。他很疼他孩子的！（合作電視劇《笑傲江湖_(2000年新加坡電視劇)》，《東遊記》）
大陸演員蔣欣：談到與馬景濤的合作，蔣欣表示，她從小就看馬景濤的戲，覺得馬景濤是臺灣演員中演戲演得最好的，很有爆發力。（合作電視劇《翡翠王》)
大陸演員楊雪：楊雪坦陳自己學生時代一直很喜歡馬景濤所扮演的角色，馬景濤可以說是自己的偶像，這次與他合作，見識了一個優秀演員的敬業和責任心。楊雪說，馬景濤無論哪天拍攝都準時到現場認真做準備，工作態度嚴謹認真，不但嚴格要求自己，對新人的關懷也是無微不至，讓楊雪受益匪淺。（合作電視劇《魔界之龍珠》）
大陸演員胡可：為了讓自己少「受罪受傷」，胡可在這部戲中用了以前和馬景濤一起演戲時學到的經驗。「挨打的技巧是馬景濤老師教我的。他說，只有全心全意投入，真打才不會浪費感情反復拍。而且，出手要狠，收手要准，這樣就不會受傷，我把馬景濤老師教的這些經驗牢記在心中，真的很受用。因為，你全心全意投入到戲中，感情到位，一次都可以通過。相反，如果只是演戲，而沒有投入感情，肯定會有這個或那個地方不到位，太假了讓人一眼就能看出來，這樣的戲肯定在導演那裡通不過的。」（合作電視劇《家族利益》）
中國電影文學創作基金管理委員會主任陳忱：景濤是一個極具個性化的創作者，《決鬥》的創作體現了景濤的個人情感和國家民族情懷。爽真和執著，是成為一名優秀演員必備的品質；而真誠和簡單是優秀後的精彩基礎。在此基礎上，馬景濤又多了一個保持職業水準和尊嚴的「毛病」。這一點，使一些財大氣粗和趾高氣揚的人也許會有些不適………即使這樣，馬景濤依然會義無反顧的堅持初心！無論是當演員、做編劇，還是當老闆，亦或是再次揚帆起航……………！
演員程莉莎：說到小馬哥，程莉莎不禁莞爾：「‘小馬哥’是《秘史》的「三朝元老」了，如果按照人物關係他應該先後是阿巴亥的兒子、太孫和丈夫。我們經常拿這些關係來開玩笑。」在程莉莎的眼中，馬景濤不但人好戲也好：「‘小馬哥’絲毫沒有大牌的架子，他對劇本的分析和人物的揣摩十分細緻，讓我們這些新人很是敬佩。而小馬哥也很提攜新人，經常和搭檔分享自己多年表演的心得。因此，和他配戲讓我很有收穫。」（合作電視劇《太祖秘史》）

## 廣告代言
福特汽車 
麥當勞早餐 
雷馬男裝
海之藍男裝
皇庭門業
法國葡萄酒品牌
歐寶萊門
美萊醫美
格諾表
昂佳科技
帝奧瓷磚
品丰地板
旺聖鞋業
源自達净水器
深藍保溫杯等等

## 節目
| 年份   | 節目 |  |
| ------ | --- |  |
| 1991年 | 雪珂特別節目 |  |
| 1992年 | 華視週末連環泡 |  |
| 1994年 | 香港K100節目海角危情片場專訪，K100倚天屠龍記特別節目，《歡樂今宵》之世界杯妙趣瘋狂夜 |  |
| 1996年 | 亞視《細說再見艷陽天》，馬景濤重回艷陽天專訪，今日睇真D片場訪問 |  |
| 1997年 | 亞洲小姐頒獎典禮，新加坡紅星大獎頒獎禮，儂本多情特別節目 |  |
| 1998年 | 《超級星期天》，新加坡《絕對星聞》客串主持人，新加坡8頻道專訪宣傳《東遊記》，新加坡中秋影迷會專訪 |  |
| 1999年 | 《完全娛樂》，《台灣超級棒》，《台灣紅不讓》宣傳《東遊記》，年代much台《天生名模》評委 |  |
| 2000年 | 《娛樂百分百》《群星會鐵人》《綜藝旗艦hello jacky》節目宣傳新加坡版《笑傲江湖》，《名人三溫暖》專訪宣傳《奈何花》，《超級星期天》之超級任務，playboy雜誌拍攝訪問 |  |
| 2001年 | 2001.2.9 新加坡慈善巨星演唱會 |  |
| 2002年 | 《綜藝大集合》，民視《現金大放送》客串主持人（宣傳《移山倒海樊梨花》），中視聊天室，020518《我猜我猜我猜猜猜》，《綜藝大哥大》，《娛樂新聞》，《完全娛樂》《娛樂百分百》《娛樂強力佼》（宣傳《新蜀山劍俠》）                                                                        |  |
| 2003年 | 《完全娛樂》，《亞洲娛樂中心》，《小燕有約》，《封面人物》宣傳《孝莊秘史》（台灣播出劇名為《清宮秘史大玉兒》），《非常鼠標》 |  |
| 2004年 | 《心有靈犀》電台 ，香港新城廣播專訪，亞視《細說愛在有情天》，中視《綜藝大哥大》、安徽衛視《劇星匯》（宣傳《皇太子秘史》），央視《影視俱樂部》專訪宣傳《春花秋月》，《影視同期聲》愛在有情天片場專訪                                                                                 |  |
| 2005年 | 星空不夜城专访宣傳《太祖秘史》 |  |
| 2006年 | 新加坡《明星偶像》總決賽評委，060104錄製《好劇大家談》、《電視大揭秘》宣傳《愛在有情天》，060410《康熙來了》，《娛樂@亞洲》，《桃色蛋白質》，060407《綜藝大哥大》，上海台《明星專訪》（宣傳《太祖秘史》），060507湖南衛視《尋找紫菱》節目，20060624《生活南京》專訪宣傳今生今世重播 |  |
| 2007年 | 《影視俱樂部》訪問宣傳《為你燃燒》，影視同期聲《一路夫妻》開拍記者會訪問 |  |
| 2008年 | 星夢奇緣30年，20080322《魯豫有約》（同賴聲川導演一起宣傳舞台劇《如影隨行》），《影視同期聲》之週末人物，《娛樂現場》專訪 |  |
| 2009年 | 090213《魯豫有約》，《非常靜距離》，《夫妻天下》，091002《加油東方天使》7進5評委，20091118《天天影視圈》、《影視同期聲》新公司成立報導 |  |
| 2010年 | 20100219可凡傾聽之《阿拉都是上海人》，上海世博會宣傳大使，100425全家都來賽總決賽評委，100801《京華茶館》訪問 |  |
| 2011年 | 110213台灣中央廣播《掌聲響起》專訪，110909文化視點，8月份新浪網專訪，111218百萬粉絲見面會優酷直播 |  |
| 2012年 | 121221《年代秀》特別嘉賓，120520大牌生日會，說史侃戲系列節目（共15期有小馬哥），我愛我的祖國，新浪微博秀，新浪明星匯，騰訊名人坊，優酷名人坊，酷6星客廳，土豆网专访宣傳《西施秘史》，121118《步步為贏》評委                                                                         |  |
| 2013年 | 130208深圳衛視春節晚會，130309男左女右，臨沂廣播電台專訪 |  |
| 2014年 | 140224《我不是明星》，《兩天一夜明星家族》（1109和1116两期），嗨！2014 |  |
| 2015年 | 150511，151123，151130《我不是明星》，150207《瘋狂的麥咭》，150124《快樂大本營》150522廚房的秘密 ，加油小當家共12期 （20151115至20160131播出） |  |
| 2016年 | 1月份四期《加油小當家》節目播出，160325《王牌對王牌》（重現孝莊秘史片段），2016.6錄製《了不起的挑戰》童年特輯 |  |
| 2017年 | 170223超級驚喜，171126國際戲劇學院獎頒獎禮專訪 |  |

## 外部連結
- 馬景濤的新浪微博
- 馬景濤在互联网电影资料库（IMDb）上的資料（英文）
- 馬景濤在香港影庫上的簡介
- 馬景濤在豆瓣上的资料（简体中文）
- 馬景濤在时光网上的簡介（简体中文）